# 投9線
投9線 新庄－頭前厝，是位於南投縣的一條鄉道，起點位於南投縣草屯鎮新庄，終點於南投縣草屯鎮頭前厝，全長4.71公里。1966年此路首次列入鄉道系統，並保持相同編號與路線至今。

## 路線說明
南投縣
- 草屯鎮：新庄0.0k（起點，芬草路 台14線舊路岔路）→ 史館路 → 新月橋0.1k（ 投4線岔路）→ 台14線岔路）→ 崁仔腳0.9k 左轉 → 北投新街1.2k（ 投6線岔路）→ 直走到底右轉→左轉→北投埔2.2k右轉共線（ 縣道148號岔路）→ 左轉 → 立人路 → 溝乾巷 → 溝仔乾4.6K → 頭前厝4.71k（終點，草溪路口 台3線岔路）

## 交會公路
- 台3線
- 台14線
- 縣道148號
- 投6線

## 沿線地標
- 南投林區管理處
- 登瀛書院 （页面存档备份，存于）

目前有遺留里程碑，位於起點里程牌之後10公尺處。

## 外部連結
- 縱貫草屯農田區的投9線（蛋頭的奇想世界） （页面存档备份，存于）